# Salpis tuberata
Salpis tuberata är en fjärilsart som beskrevs av Frederick H. Rindge 1971. Salpis tuberata ingår i släktet Salpis och familjen mätare. Inga underarter finns listade.